# Улица Баскова
У́лица Баско́ва (ранее — Рудя́нская у́лица) — улица в посёлке городского типа Верх-Нейвинском Свердловской области России. Является частью бывшего Невьянского тракта и продолжается за пределы посёлка в виде Старой Рудянской дороги. Вместе с прилегающей местностью образует исторический район Верх-Нейвинска — Зимняк.

## Расположение и благоустройство
Улица Баскова пролегает от центральной части Верх-Нейвинского до самого севера посёлка, по западному склону хребта, состоящего из Сухой, Берёзовой и соседних гор, тянущихся цепью с юга на север. Расположение улицы интересно тем, что она состоит из трёх участков, которые имеют фактически три разных начала. Улица Баскова не имеет и конца — она продолжается далеко за пределы Верх-Нейвинска в виде Старой Рудянской дороги. Общая протяжённость улицы без ответвлений и тупиков в установленных де-юре границах посёлка — 2 километра, протяжённость улицы де-факто (до последнего адресного объекта — магазина на Новом кладбище) — 3,2 километра.

### Южная часть улицы
Южная часть улицы Баскова проходит от улицы Мира около 300 метров на северо-северо-запад. Затем следует крутой поворот на северо-восток со стометровым подъёмом в гору. От чётной (восточной) стороны улицы отходят два междуквартальных прохода, выводящие на открытую местность и склон перед горами, на которых расположена Воскресенская церковь. Местность здесь предгорная. За домами 16 и 18 расположено заболоченное озерко Бездонка со скальным образованием перед ним. От нечётной (западной) стороны ведут два спуска на соседнюю улицу Карла Маркса.

### Средняя часть улицы
Средняя часть улицы расположена на западном склоне Сухой горы (Киндарейки).
Она имеет совсем иное начало — от поворота с Нагорной улицы. Поворот расположен в самой верхней части открытой местности при Воскресенском храме, выше скал и Бездонки. Данный поворот — отличная площадка для обзора окрестностей и любования видами посёлка Верх-Нейвинского и соседнего Новоуральска. Преимущество места в том, что сюда без труда можно заехать на автомобиле.
В среднюю часть улицы Баскова по в районе дома № 26 «вливается» южная часть. Сама средняя часть тянется приблизительно 500 метров на северо-северо-запад от Нагорной улицы до стыка с более оживлённой дорогой — северной частью улицы. Среднюю часть улицы пересекают два междуквартальных пешеходных прохода (по обе стороны от дороги), удалённые друг от друга примерно на 200 метров. На запад ведут спуски к улице Карла Маркса, на восток — подъёмы в гору.
Дома по нечётной стороне среднего участка улицы Баскова расположены почти у обочины, а по чётной — на небольшом пригорке. Практически к каждому чётному дому или к каждой группе домов по чётной стороне ведут самостоятельные заезды.
На севере среднего участка улицы Баскова дорога переходит на спуск. Это место находится на одной географической широте с перевалом между Сухой и Берёзовой горами, и высота склона здесь тоже понижается. Здесь дорога почти параллельно северному участку улицы Баскова заканчивается.

### Северная часть улицы
Северная часть улицы Баскова — это оживлённая транспортная артерия. Дорога является продолжением пути по соседней улице Карла Маркса. От неё плавно уходит своротка на запад. И так же плавно автодорога выравнивается, переходя в улицу Баскова. Далее она идёт преимущественно в северо-северо-восточном направлении. Дома между основными траекториямм двух улиц, кроме примыкающих к собственно улице Карла Маркса, как адресные объекты относятся к улице Баскова, поэтому условно можно отнести и данный проезд к улице Баскова. Протяжённость участка до газовой линии — 1,3 километра, до конца кладбища — 2,5 километра.

#### Вдоль жилой застройки
Северная часть улицы Баскова в пределах жилой поселковой застройки до Лобачёвки проходит по юго-западному, западному и северо-западному склонам Берёзовой горы. Центр данного участка находится примерно на одной географической широте с вершиной горы, поэтому ближе центру высота повышается, дальше снижается. В межгорной местности Сухой и Берёзовой гор, через перевал и склоны, ранее протекала маленькая речка Летник. Она начиналась на восточном склоне гор и, протекая в межгорной долине, несла свои воды в Нейву. В настоящее время Летник фактически исчез, а русло его едва заметно между домами 88 и 90 с одной стороны улицы, а также между домами 65 и 67 с другой.
От улицы Баскова в данной местности ведут два подъёма на соседнюю улицу Червякова (восток) и три только безымянных спуска на улицу Демьяна Бедного (запад). Четвёртый и самый северный спуск называется переулком Демьяна Бедного. Дальше переулка, по восточную сторону улицы Баскова, есть поворот. От него начинается дорога, ведущая в район новой жилой застройки — на 1-ю и 2-ю Берёзовые улицы.
При движении на север после поворота на переулок Демьяна Бедного улица Баскова значительно теряет высоту. За спуском следует пойма и русло реки Лобачёвки — ещё одного правого притока Нейвы, начинающегося в верх-нейвинских лесах, в Чернопенском болоте. Улица подпруживает речку. К западу от улице речная долина поросла невысоким лесом. Восточнее улицы на Лобачёвке образовался живописный ставок.
За Лобачёвкой расположен немного обособленный от основной уличной застройки и поселковой застройки в целом северный присёлок из нескольких домов. Перед ним на запад от улицы Баскова уходит ответвление на предприятие «Источник».  Севернее присёлка уже на запад уходит подъездная автодорога к коллективному саду № 5 единого садоводческого товарищества «Нейва-С».

#### Вне жилой застройки
За поворотом следуют две полосы газовой линии и лесной массив, тянущийся почти 600 метров по обеим сторонам дороги. За лесами улицу пересекает высоковольтная линия. В районе высоковольтной от дороги уходят несколько грунтовок: на запад — в сторону коллективного сада № 5, на восток — в лес и на Глухой пруд. Сама автодоророга далее проходит между закрытой и осваиваемой частями Нового кладбища. На севере кладбища дорога образует автостоянку, но продолжается дальше кладбища. За ним при движении на север слева будет въезд на предприятие ООО «Интер», а справа — грунтовка, ограничивающая кладбище и выводящая к полигону ТБО вышеупомянутого предприятия на Глухом пруду.

### Старая Рудянская дорога
Севернее всех объектов посёлка Верх-Нейвинского дорога в продолжении улицы Баскова известна как Старая Рудянская дорога — грунтовая лесная дорога, ведущая в соседний посёлок Нейво-Рудянка. Проезд на легковом автомобиле по ней возможножен, однако попасть в Нейво-Рудянку нельзя. Перед самой Рудянкой дорога упирается в Светлый ручей. Автомобильного моста через ручей нет, с одной стороны от грунтовки проходит железная дорога, а с другой — непроходимая болотистая местность со Светлым озером в центре. Железнодорожного переезда в данном месте тоже нет, поэтому можно либо перейти дорогу пешком, либо пересечь на велосипеде. Протяжённость Рудянской дороги до стыка с железной дорогой: от «Интера» (лесная дорога) — около трёх километров, от газовой линии — около пяти километров (автомобильная и лесная дорога), от начала улицы Баскова — почти семь километров.

## Происхождение названия и история
Улица Баскова имеет особую историческую ценность для всего посёлка Верх-Нейвинского.
Будучи поселением при чугуноплавильном и железоделательном заводе, основанном и запущенном ещё в XVIII веке, Верх-Нейвинск был связан с другими горнозаводскими селениями. В настоящее время транспортную связь посёлка с «большой землёй» обеспечивает улица 8 Марта, которая продолжается за пределы посёлка в виде подъездной дороги к Серовскому тракту. Серовский тракт появился лишь в XX веке, а достаточно длительное время Верх-Нейвинский был связан с соседними заводскими поселениями: Нейво-Рудянкой, Шуралой и Невьянском — именно той дорогой, которая сегодня в пределах посёлка носит наименование улицы Баскова. По современным улицам Карла Маркса и Баскова пролегал тракт на Невьянск. В царской России нынешняя улица Карла Маркса носила наименования Большой Проезжей и Невьянской. Сама Баскова называлась Рудянской улицей, ибо вела в соседнюю Нейво-Рудянку (в те года официальное название селения было Нейво-Рудянский завод). Один из четырёх концов Верх-Нейвинского, который был сонаправлен с Рудянской улицей, получил название Зимняк. Слово зимняк означает «зимняя дорога». На Зимняке одновременно со строительством железоделательного завода селились мастеровые и служащие. Для строительства домов на месте их будущего возведения вырубался лес.
До революции Рудянская улица была окраинной — за ней располагался лишь лес, единоверческий храм (ныне православный храм Воскресения Христова), а рядом с ним располагалось кладбище. В советское время, как и многие другие поселковые улицы, она получила новое название в честь Михаила Михайловича Баскова — местного большевика, председателя поселкового Совета рабочих и солдатских депутатов в 1918 году. Он был избран председателем 24 июня 1918 года, но уже 27 августа арестован белогвардейцами, вывезен  в неизвестном направлении и неизвестно где убит.
На месте бывшего старообрядческого кладбища сейчас расположен большой пустырь. На нём в советское время планировалось разместить футбольное поле. 21 июля 1989 года годы бывшее кладбище было распахано бульдозером и обнажились кости похороненных здесь людей, что вызвало большое негодование верх-нейвинцев. После закрытия в 1930-х годах Свято-Николаевского храма в самом центре Верх-Нейвинского Воскресенский храм не закрывался до смерти священника Андрея Авдеева. Он был выселен из церковного дома и некоторое время проживал в своём доме на другой улице. Позднее священника приютила Верёвкина Ирина Васильевна в своём доме по ул. Баскова, 41.

## Застройка и объекты
Улица Баскова застроена частными жилыми домами, которых насчитывается около 130. Самая северная часть жилой застройки образует небольшой присёлок. Он отделён от основной части уличной застройки поймой реки Лобачёвки. Вблизи северного присёлка расположено предприятие по розливу чистой артезианской воды — ООО «Источник». Адрес предприятия: ул. Баскова, дом 150. Севернее жилой застройки проходит газовая линия, за которой находится газораспределительная станция посёлка Верх-Нейвинского.
Газовая линия де-юре является границей населённого пункта, однако улица Баскова имеет и другие адресные объекты. К северу от неё по обеим сторонам дороги расположен лес, а ещё севернее — высоковольтная линия, за которой нахолится Новое кладбище. Западнее автодороги расположена старая часть кладбища, восточнее — новая (осваиваемая). К западной стороне улицы в районе высоковольтной примыкает автобусная остановка «Кладбище» и стоянка для автомобилей. В северной части автодорога развивается в большую стоянку, к западу от которой находится главный вход на кладбище, а также магазин ритуальных услуг, зал прощания и организация городского благоустройства. Адрес объектов: ул. Баскова, дом 117.
Севернее кладбища и западнее продолжения улицы находится предприятие по переработке и сжиганию промышленных и биологических отходов — ООО «Интер» Оно было открыто на месте бывшего посёлка лесорубов..

## Транспорт

### Автомобильный транспорт
По данным генерального плана Верх-Нейвинского, улица Баскова, как улицы Ленина и  Карла Маркса, является улицей, обеспечивающей транспортную связь между центром и севером посёлка. По северному участку улицы Баскова (от своротки с улицы Карла Маркса до Нового кладбища) движение более усиленное, чем по южному и среднему участкам. Фактически улица Карла Маркса до этого поворота и северный участок улицы Баскова представляют собой единую главную автодорогу в данной местности. При выезде на неё со среднего участка улицы Баскова стоит знак «Уступите дорогу».

### Автобусный транспорт
По улице Баскова осуществляется движение автобуса № 106 «Вокзал — Кладбище — Сад № 5 — Вокзал». Рядом с поворотом на переулок Демьяна Бедного расположена автобусная остановка «Баскова». В районе высоковольтной линии, проходящей южнее Нового кладбища, стоит остановка «Кладбище». Кроме того, чуть севернее существующей жилой застройки посёлка, при повороте на коллективный сад № 5 единого садоводческого товарищества «Нейва-С», ранее действовала остановка «Поворот на 5-е сады». Для южной и средней частей улицы Баскова ближайшими автобусными остановками маршрута № 106 являются «Мира» и «Карла Маркса», расположенные на параллельной улице Карла Маркса. Автобус № 106 является дачным маршрутом, поэтому курсирует нерегулярно. Ближайшая остановка «Демидовская» автобуса № 108 «Вокзал — 8 Марта», который курсирует регулярно и связывает вокзал, центр и восток Верх-Нейвинского,  расположена в 400 метрах от начала улицы.
| Автобусный маршрут                           | Название остановки  | Состояние   | Расположение                                   | Километраж от начала маршрута |
| -------------------------------------------- | ------------------- | ----------- | ---------------------------------------------- | ----------------------------- |
| № 106 «Вокзал — Кладбище — Сад № 5 — Вокзал» | Баскова             | Действующая | У поворота на пер. Демьяна Бедного             | 4                             |
| № 106 «Вокзал — Кладбище — Сад № 5 — Вокзал» | Кладбище            | Действующая | ЛЭП «СУГРЭС — Первомайская»                    | 5                             |
| № 106 «Вокзал — Кладбище — Сад № 5 — Вокзал» | Поворот на 5-е сады | Закрытая    | Начало подъезда от ул. Баскова к СНТ «Нейва-С» | 6                             |